# Salomon Maimon
Salomon Maimon, född cirka 1753 i Litauen, död 1800 i Schlesien, var en polsk-tysk filosof född av fattiga judiska föräldrar.
Maimon gifte sig redan vid 11 års ålder, drevs av brinnande kunskapsbegär, lärde sig tyska, flydde från sin familj och tiggde sig fram till Berlin, där han under Moses Mendelssohns ledning studerade filosofi. Mot Kants Kritik der reinen Vernunft utgav han en kritik, Versuch über die Transscendentalphilosophie (1790). Kant ansåg, att ingen av hans motståndare så väl fattat honom som Maimon. Bland Maimons många övriga filosofiska skrifter är de mest betydande Philosophisches Wörterbuch (1791) och Versuch einer neuen Logik (1792). Han förde ett oroligt vagabondliv i flera länder, då han såsom jude var utestängd från undervisningstjänster. Maimons filosofiska åsikter är väsentligen påverkade av Kants, men han skiljer sig i flera avseenden principiellt från denne både till utgångspunkt och resultat. Först och främst förnekar han, att vi har en erfarenhet i Kants bemärkelse av begreppet; allmängiltigt och nödvändigt vetande är möjligt endast inom matematiken. Och det finns enligt hans åsikt varken en ren form eller ett rent innehåll för våra kunskaper; båda betecknar endast gränsfall, som vi kan närma oss, men aldrig uppnå. Likaså är sinnlighet och förstånd endast till graden skilda, och "tinget i sig" (tyska das Ding an sich), som är lika imaginärt som {\displaystyle {\sqrt {-a\quad }}} , betecknar endast den irrationella gränsen för vår kunskapsförmåga. De begrepp om något obetingat, som Kant kallar idéer, härleder Maimon inte ur förnuftet, utan ur inbillningskraften. Maimon utvecklar sålunda kriticismen i en på en gång idealistisk och halvt skeptisk riktning, i ett försök att förena tankegångar från Hume, Leibniz och Kant (Maimon beskrev sitt tänkande som ett "koalitionssystem"). Maimon påverkade den framväxande tyska idealismen genom Fichte, men har fått en undanskymd plats i filosofihistorien. Idag har han fått en förnyad aktualitet genom sin påverkan på Gilles Deleuze, som inspirerats av Maimons försök att sätta begreppet differens i centrum för filosofin. I hängivenheten åt det teoretiska tänkandet, i vilket han såg på en gång den högsta fullkomligheten och den sanna lyckan, liknar han sådana andra judiska tänkare som Maimonides och Spinoza. Sitt äventyrliga liv har han skildrat i Salomon Maimons Lebensgeschichte (1792).